# Gerofagia
Se llama gerofagia a un tipo de abstinencia que practicaban los primeros cristianos. 
Por la gerofagia se nutrían solamente de alimentos secos absteniéndose de tomar no solo la carne y el vino, sino también las frutas tiernas y muy jugosas. Así comían con el pan solamente nueces, almendras, azufaifas y frutas semejantes. Otros se contentaban simplemente con el pan y el agua y los últimos, menos austeros observaban solamente la homofagia, es decir, la abstinencia de todo alimento cocido. 
Se practicaba la gerofagia sobre todo en tiempo de persecuciones con el fin de prepararse para el martirio. 